# Melaneros missouricus
Melaneros missouricus är en skalbaggsart som beskrevs av Sergey V. Kazantsev 2001. Melaneros missouricus ingår i släktet Melaneros och familjen rödvingebaggar. Inga underarter finns listade i Catalogue of Life.